# El Otate, Amatlán de los Reyes
El Otate är en ort i Mexiko.   Den ligger i kommunen Amatlán de los Reyes och delstaten Veracruz, i den sydöstra delen av landet, 240 km öster om huvudstaden Mexico City. El Otate ligger 639 meter över havet och antalet invånare är 676.
Terrängen runt El Otate är varierad. Runt El Otate är det ganska tätbefolkat, med 116 invånare per kvadratkilometer. Närmaste större samhälle är Córdoba, 9,6 km norr om El Otate. I omgivningarna runt El Otate växer huvudsakligen savannskog.